# Istiblennius flaviumbrinus
Istiblennius flaviumbrinus là một loài cá biển thuộc chi Istiblennius trong họ Cá mào gà. Loài cá này được mô tả lần đầu tiên vào năm 1830.

## Từ nguyên
Tính từ định danh flaviumbrinus được ghép bởi hai âm tiết trong tiếng Latinh: flavus ("vàng tươi") và umbrinus ("nâu sẫm"), hàm ý đề cập đến màu vàng sậm của loài này với các sọc đốm màu nâu đen.

## Phân bố và môi trường sống
I. flaviumbrinus có phân bố giới hạn trong Biển Đỏ, sống tập trung ở bờ biển đá và vũng thủy triều, độ sâu đến 3 m.

## Mô tả
Chiều dài cơ thể lớn nhất được ghi nhận ở I. flaviumbrinus là 9,5 cm. Đầu và thân màu sẫm, có 7–8 vạch nâu đen ở hai bên thân. Cá cái được phủ dày đặc các chấm nhỏ sẫm màu ở thân sau.
Số gai vây lưng: 13–14; Số tia vây lưng: 16–17; Số gai vây hậu môn: 2; Số tia vây hậu môn: 16–17; Số tia vây ngực: 12–15; Số gai vây bựng: 1; Số tia vây bụng: 3.

## Sinh thái
Trứng của I. flaviumbrinus có chất kết dính, được gắn vào chất nền thông qua một tấm đế dính dạng sợi. Cá bột là dạng phiêu sinh vật, thường được tìm thấy ở vùng nước nông gần bờ.